# Italia en los Juegos Olímpicos de Sídney 2000
Italia estuvo representada en los Juegos Olímpicos de Sídney 2000 por un total de 361 deportistas que compitieron en 29 deportes.  
El portador de la bandera en la ceremonia de apertura fue el jugador de baloncesto Carlton Myers.

## Medallistas
El equipo olímpico italiano obtuvo las siguientes medallas:
| Nombre                                                               | Deporte               | Competición                 |
| -------------------------------------------------------------------- | --------------------- | --------------------------- |
| Oro                                                                  |                       |                             |
| Antonella Bellutti                                                   | Ciclismo en pista     | Carrera por puntos F        |
| Paola Pezzo                                                          | Ciclismo de montaña   | Campo a través F            |
| Angelo Mazzoni Paolo Milanoli Maurizio Randazzo Alfredo Rota         | Esgrima               | Espada por eqs. M           |
| Valentina Vezzali                                                    | Esgrima               | Florete ind. F              |
| Valentina Vezzali Diana Bianchedi Giovanna Trillini                  | Esgrima               | Florete por eqs. F          |
| Giuseppe Maddaloni                                                   | Judo                  | –73 kg M                    |
| Domenico Fioravanti                                                  | Natación              | 100 m braza M               |
| Domenico Fioravanti                                                  | Natación              | 200 m braza M               |
| Massimiliano Rosolino                                                | Natación              | 200 m estilos M             |
| Beniamino Bonomi Antonio Rossi                                       | Piragüismo            | K2 1000 m M                 |
| Josefa Idem                                                          | Piragüismo            | K1 500 m F                  |
| Agostino Abbagnale Rossano Galtarossa Simone Raineri Alessio Sartori | Remo                  | Cuatro scull (M4x) M        |
| Alessandra Sensini                                                   | Vela                  | Mistral F                   |
| Plata                                                                |                       |                             |
| Nicola Vizzoni                                                       | Atletismo             | Martillo M                  |
| Fiona May                                                            | Atletismo             | Salto de longitud F         |
| Massimiliano Rosolino                                                | Natación              | 400 m libre M               |
| Elia Luini Leonardo Pettinari                                        | Remo                  | Doble scull ligero (LM2x) M |
| Lorenzo Carboncini Riccardo Dei Rossi Valter Molea Carlo Mornati     | Remo                  | Cuatro sin timonel (M4-) M  |
| Deborah Gelisio                                                      | Tiro                  | Doble foso F                |
| Matteo Bisiani Ilario Di Buò Michele Frangilli                       | Tiro con arco         | Equipos M                   |
| Luca Devoti                                                          | Vela                  | Finn M                      |
| Bronce                                                               |                       |                             |
| Paolo Vidoz                                                          | Boxeo                 | Superpesado (+91 kg) M      |
| Silvio Martinello Marco Villa                                        | Ciclismo en pista     | Madison M                   |
| Giovanna Trillini                                                    | Esgrima               | Florete ind. F              |
| Daniele Crosta Gabriele Magni Salvatore Sanzo Matteo Zennaro         | Esgrima               | Florete por eqs. M          |
| Girolamo Giovinazzo                                                  | Judo                  | –68 kg M                    |
| Ylenia Scapin                                                        | Judo                  | –70 kg F                    |
| Emanuela Pierantozzi                                                 | Judo                  | –78 kg F                    |
| Massimiliano Rosolino                                                | Natación              | 200 m libre M               |
| Davide Rummolo                                                       | Natación              | 200 m braza M               |
| Pierpaolo Ferrazzi                                                   | Piragüismo en eslalon | K1 M                        |
| Giovanni Calabrese Nicola Sartori                                    | Remo                  | Doble scull (M2x) M         |
| Giovanni Pellielo                                                    | Tiro                  | Foso M                      |
| Equipo                                                               | Voleibol              | Torneo M                    |